# Hans Thierfelder
Hans Thierfelder (ur. 22 lutego 1858 w Rostocku, zm. 11 listopada 1930 w Tybindze) – niemiecki fizjolog. 
Studiował w Rostocku, Tybindze, Heidelbergu, Monachium i Fryburgu Bryzgowijskim. Tytuł doktora otrzymał we Fryburgu w 1883 roku. W 1884 został zatrudniony jako asystent w Reichsuniversität Straßburg. Od 1887 jako privatdozent w Berlinie, a potem kustosz w Instytucie Higieny pod kierunkiem Maxa Rubnera. Jego uczniami byli Brigl i Ernst Klenk. Od 1909 został profesorem Uniwersytetu w Tybindze.